# Parnelli
Parnelli va ser un constructor de cotxes de Fórmula 1 amb seu als Estats Units.
Va participar en un total de 16 grans premis, utilitzant 16 cotxes i aconseguint un total de 6 punts en el campionat del món.
L'equip era propietat del pilot americà Parnelli Jones i del seu soci de negocis Velco Miletich.
Parnelli contractà els serveis de l'antic dissenyador de Lotus, Maurice Philippe i com a pilot tenia a Mario Andretti fet que va aixecar moltes expectatives al voltant del seu debut a la F1.
El cotxe tenia una semblança amb el Lotus 72. que havia estat dissenyat per Philippe. Va començar a disputar les curses de Nord-àmerica del final de 1974 i va anar desenvolupant-se gradualment per la temporada de 1975 encara que la marxa de Firestone va deixar l'equip sense una de les seves principals ajudes.
Després d'això, Parnelli Jones va voler tornar a competir a les curses dels EUA i a la temporada 1976 només van prendre part de manera simbòlica a les dues primers curses de la temporada.
Mario Andretti va tornar a Lotus per continuar disputant el campionat del món de la F1.

## Resultats a la Fórmula 1
(Nota: Els Grans Premis en negreta volen dir que l'equip va sumar punts.)
| Any  | Pilot      | 1   | 2   | 3     | 4   | 5   | 6   | 7   | 8   | 9   | 10  | 11  | 12  | 13  | 14  | 15  | 16  |
| ---- | ---------- | --- | --- | ----- | --- | --- | --- | --- | --- | --- | --- | --- | --- | --- | --- | --- | --- |
| 1974 | M.Andretti | ARG | BRA | SUD   | ESP | BEL | MON | SUE | HOL | FRA | GBR | ALE | AUT | ITA | CAN | USA |     |
| 1975 | M.Andretti | ARG | BRA | SUD   | ESP | MON | BEL | SUE | HOL | FRA | GBR | ALE | AUT | ITA | USA |     |     |
| 1976 | M.Andretti | BRA | SUD | O.USA | ESP | BEL | MON | SUE | FRA | GBR | DEU | AUT | ALE | ITA | CAN | USA | JPN |